# Rod Holcomb
Pour les articles homonymes, voir Holcomb.
Rod Holcomb, né le 28 mai 1943 à San Francisco (Californie) et mort le 24 janvier 2024 à Los Angeles (Californie), est un réalisateur, producteur et scénariste américain de télévision.

## Biographie
Rod Holcomb étudie le cinéma à San Francisco, ayant été influencé par la filmographie des réalisateurs français et italiens des années 1960. 
Il réalise plusieurs films d'étudiants sur sa caméra de 16 mm. Holcomb s’installe à Los Angeles où il trouve un emploi aux  Studios ABC, pour lesquels il réalise une promo pour la série L’Homme qui valait trois milliards (The Six Million Dollar Man). Holcomb travaille désormais comme producteur associé, puis en tant que réalisateur pour plusieurs épisodes de la série. En 1979, Holcomb réalise le (télé)film original de Captain America. 
Dans les années 1970 et 1980, Holcomb réalise des séries (en série) pour la télévision, et également les pilotes de séries. Durant les années 1990, Holcomb réalise une série de téléfilms. 
Il est aussi l’auteur du long métrage Chains of Gold en 1991. Au cours des années 2000, Rob Holcomb dirige des épisodes des séries The District, The Education of Max Bickford, The Lyon's Den, The West Wing, Invasion, Shark, Moonlight, Lost, Numb3rs, NCIS : Los Angeles, Justified, The Good Wife, The Defenders, CSI : Miami, Law & Order : LA, Rizzoli & Isles, Elementary et Ironside.
Chose rare : Holcomb a dirigé à la fois le pilote et la finale de la série médicale Urgences (ER).
Pour son travail de réalisateur, Rob Holcomb reçoit trois nominations pour les DGA Awards, le remportant pour le pilote de Urgences en 1995. Il reçoit encore quatre nominations pour les Primetime Emmys, l’emportant une fois pour la finale de la série Urgences en 2009. 
Membre de la Directors Guild, Holcomb siège au conseil d'administration national de 2003 à 2013, au Western Directors Council de 1995 à 2012, aux comités de négociation de 1996, 1999, 2002, 2005, 2008, 2011 et 2014, et est coprésident du comité des droits créatifs de la télévision.
Il était marié à Jane Lucille Brackman, Suellen Maclean et Sandra Lavonne Avakian. Rod Holcomb meurt le 24 janvier 2024 à Los Angeles à l’âge de 80 ans.

## Filmographie

### Réalisateur
- 1976 : Quincy (Quincy M.E.) (série télévisée)
- 1977 - 1978 : L'Homme qui valait trois milliards (The Six Million Dollar Man) (série télévisée), 3 épisodes de la saison 5
- 1978 : The American Girls (série télévisée)
- 1979 : Captain America (TV)
- 1979 : Big Shamus, Little Shamus (série télévisée)
- 1980 : Beyond Westworld (série télévisée)
- 1980 : Stone (série télévisée)
- 1981 : Midnight Offerings (TV)
- 1982 : The Quest (série télévisée)
- 1984 : The Red-Light Sting (en) (TV)
- 1984 : No Man's Land (TV)
- 1984 : L'Héritage fatal (The Cartier Affair) (TV)
- 1985 : Justice (en) (Two Fathers' Justice) (TV)
- 1985 : Stark (TV)
- 1985 : Chase (TV)
- 1985 : Toubib Academy numéro un (en) (Stitches)
- 1986 : Justice aveugle (en) (Blind Justice) (TV)
- 1987 : Stillwatch (TV)
- 1987 : Un flic dans la mafia (Wiseguy) (série télévisée)
- 1987 : The Long Journey Home (TV)
- 1988 : Dans la chaleur de la nuit (In the Heat of the Night) (série télévisée)
- 1988 : China Beach (TV)
- 1989 : Wolf (TV)
- 1990 : A Promise to Keep (TV)
- 1991 : Réclusion à mort (Chains of Gold) (TV)
- 1991 : Finding the Way Home (TV)
- 1992 : Les Anges de la crime (en) (Angel Street) (TV)
- 1992 : Angel Street (série télévisée)
- 1992 : A Message from Holly (TV)
- 1993 : Donato père et fille (Donato and Daughter) (TV)
- 1994 : Royce (TV)
- 1994 : Urgences (ER) (TV)
- 1995 : Convict Cowboy (TV)
- 1996 : Les Procureurs (The Prosecutors) (TV)
- 1997 : The Underworld (TV)
- 1998 : Thanks of a Grateful Nation (TV)
- 2000 : Hopewell (TV)
- 2000 : Songs in Ordinary Time (TV)
- 2001 : The Education of Max Bickford (en) (série TV)
- 2003 : The Pentagon Papers (TV)
- 2005 : Bounty Hunters (TV)
- 2005 : Code Breakers (TV)
- 2007 : Moonlight (série TV)
- 2010 : La 19e Épouse (The 19th Wife) (TV)

### Producteur
- 1977 : The Man with the Power (TV)
- 1979 : Mandrake (en) (TV)
- 1984 : No Man's Land (TV)
- 1987 : Un flic dans la mafia (Wiseguy) (TV)
- 1991 : Finding the Way Home (TV)
- 1996 : Les Procureurs (The Prosecutors) (TV)
- 2001 : The Education of Max Bickford (en) (série TV)
- 2005 : Bounty Hunters (TV)